# Свен Никвист
Свен Вилхем Никвист (швед. Sven Vilhem Nykvist; Мохеда, 3. децембар 1922 — Стокхолм, 20. септембар 2006) био је шведски директор фотографије и режисер. Познат је по својој сарадњи са Ингмаром Бергманом у периоду од 1953. до 1982. Награду Оскар за кинематографију добио је два пута: 1973. за филм Крици и шапутања и 1982. за филм Фани и Александар.
Касније је био директор фотографије у филмовима: Жртвовање, Неподношљива лакоћа постојања, Злочини и преступи, Чаплин.
Његов стил је познат по натурализму и једноставности. Сматра се за једног од најбољих директора фотографије свих времена.